# Андреева-Шилейко, Вера Константиновна
Вера Константиновна Андреева-Шилейко (1888, Москва―1974, Москва) ― искусствовед, специалист по живописи раннего Возрождения, жена востоковеда В. К. Шилейко, дочь профессора математики Константина Алексеевича Андреева.

## Биография
Окончила Московские высшие женские курсы, Московский университет. Работала в Румянцевской галерее, с сентября 1918 года по 1920 год — научный сотрудник Музея изящных искусств.
С начала 1950-х доцент на кафедре истории искусств Московского городского педагогического института. Специализировалась по ранней живописи Возрождения, подготовила докторскую диссертацию о влиянии древнекитайской живописи на живопись раннего Возрождения, но из-за начавшихся политических разногласий с Китаем не смогла найти оппонентов.
Вера Андреева познакомилась с известным востоковедом Владимиром Казимировичем Шилейко (1891—1930) в московской квартире его приятеля А. Н. Зографа. Приехав в Ленинград в командировку, она встретилась с Шилейко, и у них начался роман. Вера Константиновна, в 36 лет, стала его третьей женой ― после художницы Софьи Александровны Краевской и Анны Ахматовой.
Знакомство второй и третьей жены происходит уже после развода Шилейко с Ахматовой. В марте 1926 года Анна Ахматова едет в Москву с запиской В. Шилейко к Вере Андреевой: «Дорогая Вера Константиновна, вот Вам Анна Андреевна. Приголубьте её на чужой стороне: я очень о ней беспокоюсь. Напишите, здорова ли она. Сама она ленива писать. Искренно Вас любящий В. Шилейко».
В 1930 году у В. Шилейко обострился туберкулёз, и он умер.
Потомки В. К. Шилейко составили книгу из его писем к Вере Андреевой и Анне Ахматовой, в них видна незаурядная личность Шилейко, его глубокая эрудиция.
Как вспоминал биограф Анна Ахматовой Павел Лукницкий, «Шилейко ― язвительный, остроумный, ироничный, весь в своих таблицах, черепах, клинописях, пожелтевших страницах древних эпосов, остатках древних материальных культур ― был „не от мира сего“, и с „характером целых трех Ахматовых“… Надо было его хорошо понимать, чтобы уживаться с ним».
Поэт и переводчик Сергей Шервинский так описывает Веру Андрееву-Шилейко

Вера Константиновна Андреева была искусствоведом и считалась специалисткой по ранней живописи Возрождения. Она была очень высока ростом, как раз в габаритах Владимира Казимировича. Вера Константиновна была не глупа, даже остра, при этом с чем-то в облике, похожим на английскую гравюру, один глаз чуть меньше другого. Никто никому не судья в делах любви, но всё же, при всех скидках, Вера Константиновна не имела, казалось бы, прав торжествовать над Анной Андреевной. А между тем торжествовала. И нельзя её не понять: торжествовать, как женщине, над Ахматовой — это стоило многого. Прожив с Верой Константиновной недолгое время, Владимир Казимирович умер от чахотки. А Анна Андреевна продолжала свою неудавшуюся женскую жизнь всё в том же Петрограде, на той же квартире во дворе дома графа Шереметева на Фонтанке, под постоянным бдительным надзором.
— .
Умерла в 1974 году. Похоронена на Введенском кладбище (15 уч.).

## Семья
Сын ― Алексей Вольдемарович Шилейко (30 сентября 1927 — 28 января 2005), доктор технических наук, профессор, завкафедрой электроники в МИИТе.